# Vympel R-23
Vympel R-23/24 (NATO naziv: AA-7 Apex), sovjetska raketa zrak-zrak srednjeg dometa. Razvijena je u inačicama s infracrvenim i poluaktivnim radarskim navođenjem posebno za zrakoplov MiG-23.

## Razvoj
Razvoj rakete R-23 započeo je ranih 1960-ih u projektnom birou Bisnovat (kasnije Vympel). Uz radar RP-23 Safir-23 predstavljala je komponentu borbenog sustava S-23 namijenjenog lovcu MiG-23.
1968. SSSR je došao u posjed američke rakete AIM-7M Sparrow na osnovu koje su izradili vlastitu kopiju poznatu kao K-25 ("Sparrowski"). Kako je R-23 (tada K-23) već bila odmakla u razvoju, organizirana su usporedna testiranja koja su pokazala veći domet i otpornost na ometanje izvorne sovjetske rakete. Razvoj K-25 zaustavljen je 1971.

## Opis
Sukladno sovjetskoj doktrini R-23 je isporučivana u dvije temeljne inačice: R-23T s infracrvenim samonavođenjem i R-23R s poluaktivnim radarskim navođenjem. Osim po načinu navođenja, navedene su se razlikovale, manjim dijelom po masi i dužini te većim po dometu (vidi infookvir).
Modularno tijelo rakete sastoji se od osam dijelova: u prvom se nalazi tražilo i fiksna trapezoidna krilca, radarski blizinski upaljač (2), autopilot (3), eksplozivno punjenje (4), napajanje (5), kruto pogonsko gorivo (6), kružna struktura oko ispuha (7) i repna oplata u kojoj se može nalaziti obilježivač.
Kako bi se održao korak s novopredstavljenim MiG-23ML javila se potreba i za novijom inačicom R-23. U moderniziranu raketu oznake R-24 ugrađen je poboljšani blizinski upaljač i preciznije tražilo što je rezultiralo produženjem tijela za 0,34 m. Proizvedena je, kao i ranije, u inačicama s infracrvenim (R-24T) i poluaktivnim radarskim (R-24R) navođenjem. U operativnu uporabu uvedena je 1981. za korištenje na zrakoplovima MiG-23ML, MLD i P.

## Inačice
R-23R (Izdeliye 340), (Apex-A)
inačica s poluaktivnim radarskim navođenjem
R-23T (Izdeliye 360), (Apex-B)
inačica s infracrvenim samonavođenjem.
R-24R (Izdeliye 140), (Apex-C)
poboljšana inačica s poluaktivnim radarskim navođenjem
R-24T (Izdeliye 160), (Apex-D)
poboljšana inačica s infracrvenim samonavođenjem.
A-911
rumunjska licencna inačica.

## Galerija
- MiG-23 naoružan s dvije R-23 (duže) i dvije R-60 (kraće)
- R-23T